# Derechos de las mujeres en Senegal

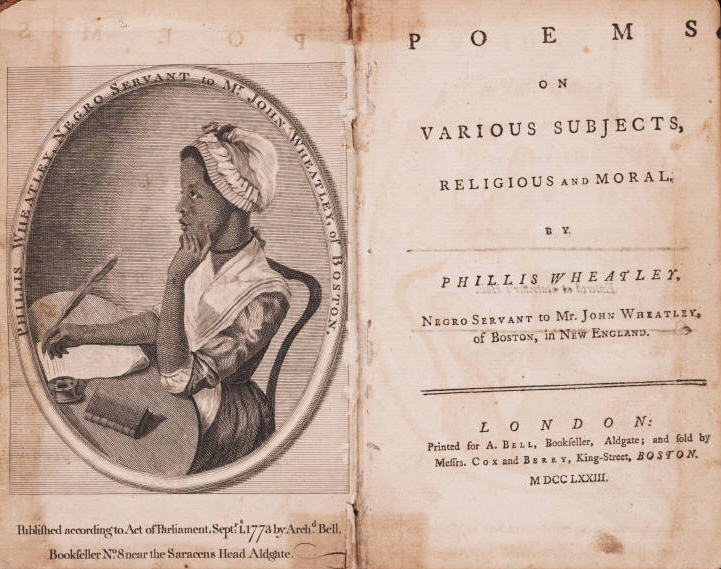
La poetisa Phillis Wheatley, nacida en Senegal fue vendida como esclava en Boston en 1761.

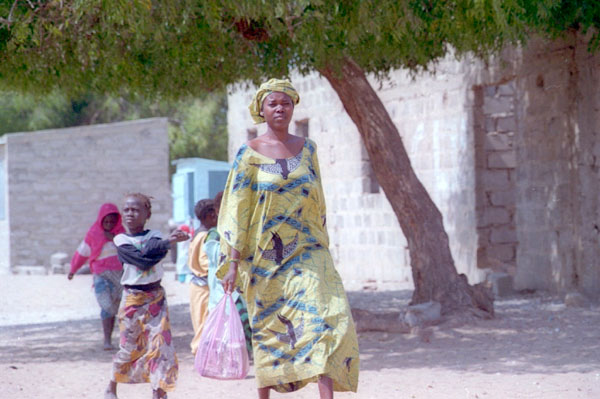
Mujer y niños senegaleses.

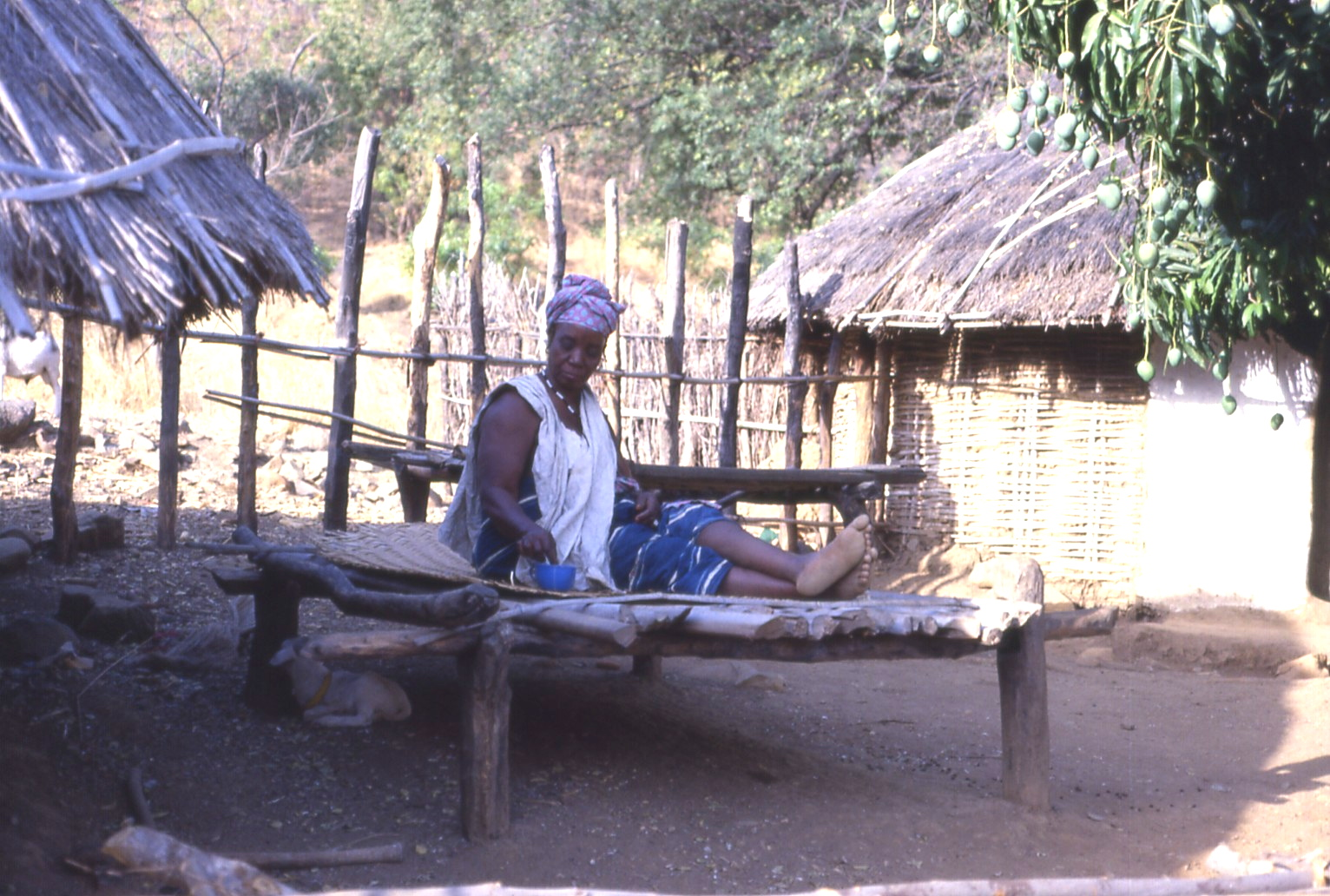
Matriarca en Ibel.

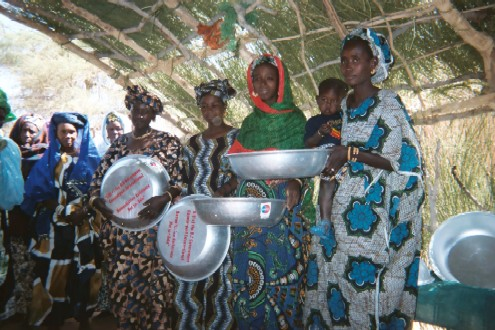
Cocina senegalesa.

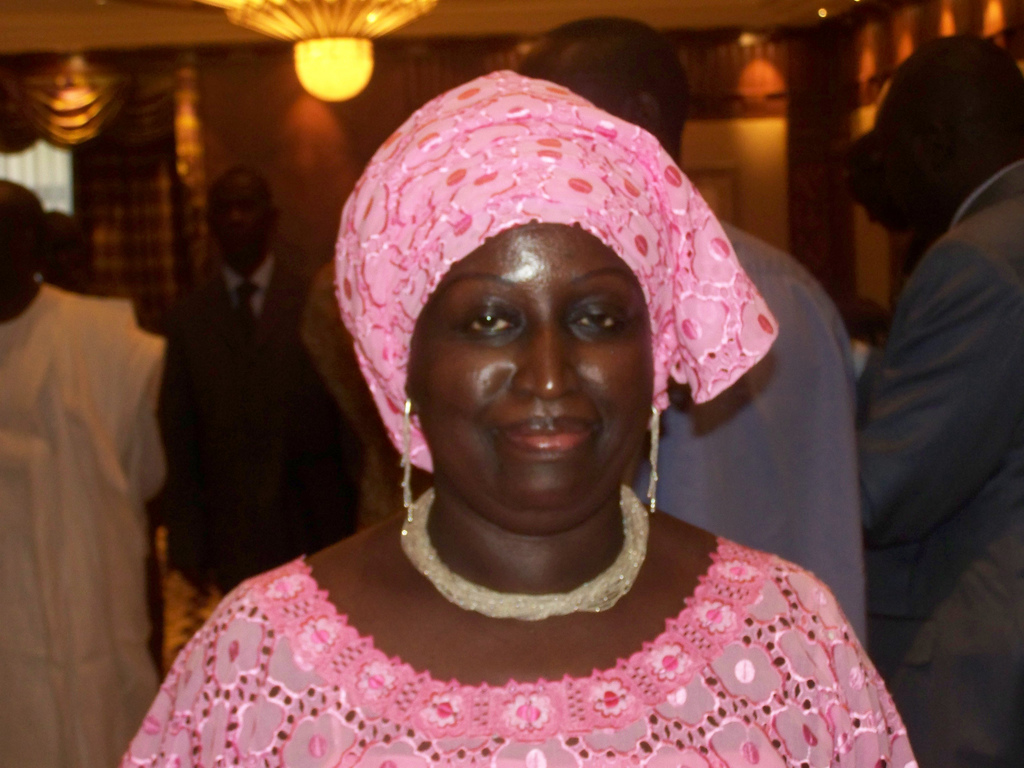
Penda Mbow, historiadora y activista.

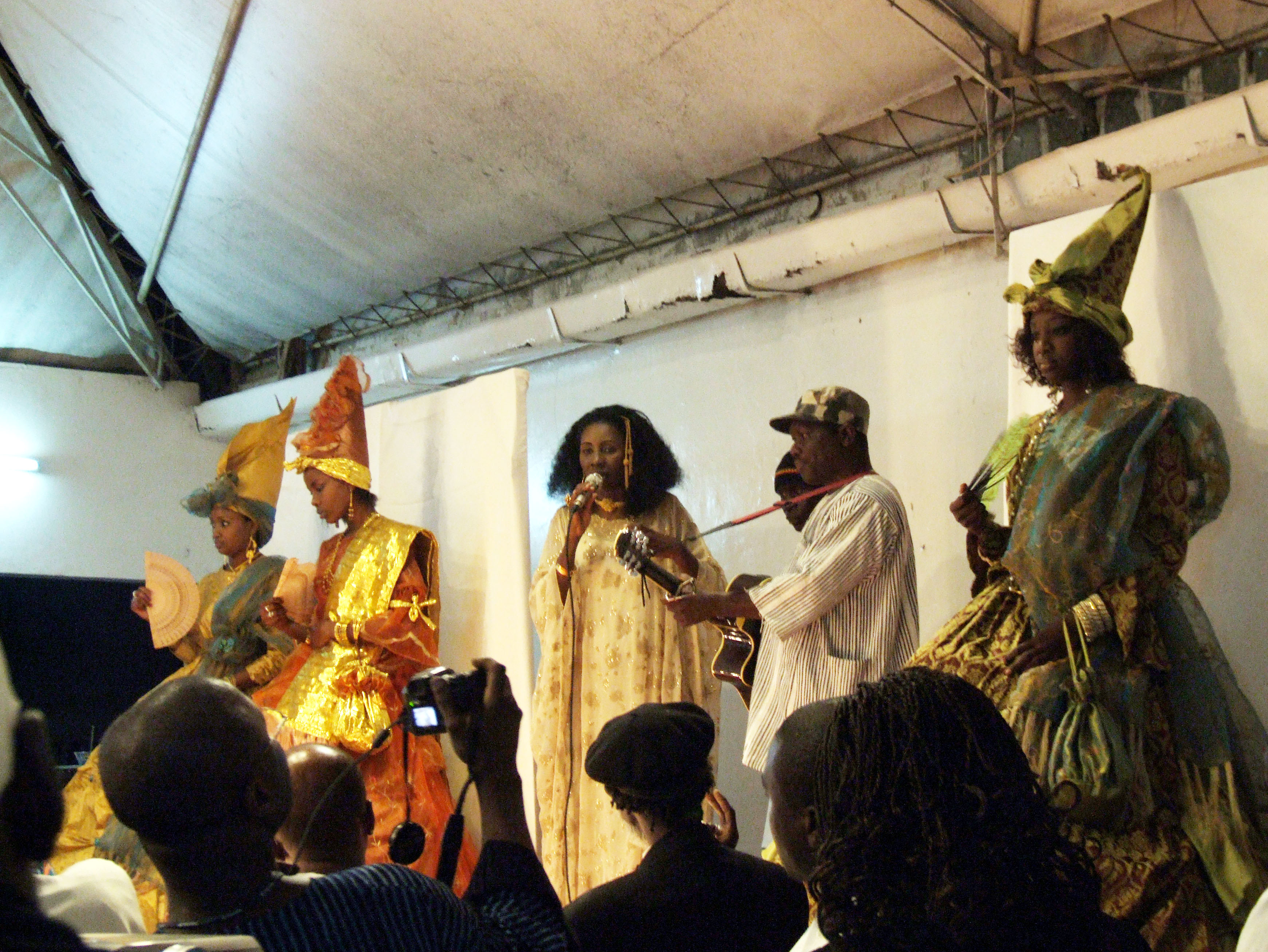
Estilista Oumou Sy en Dakar en 2007.

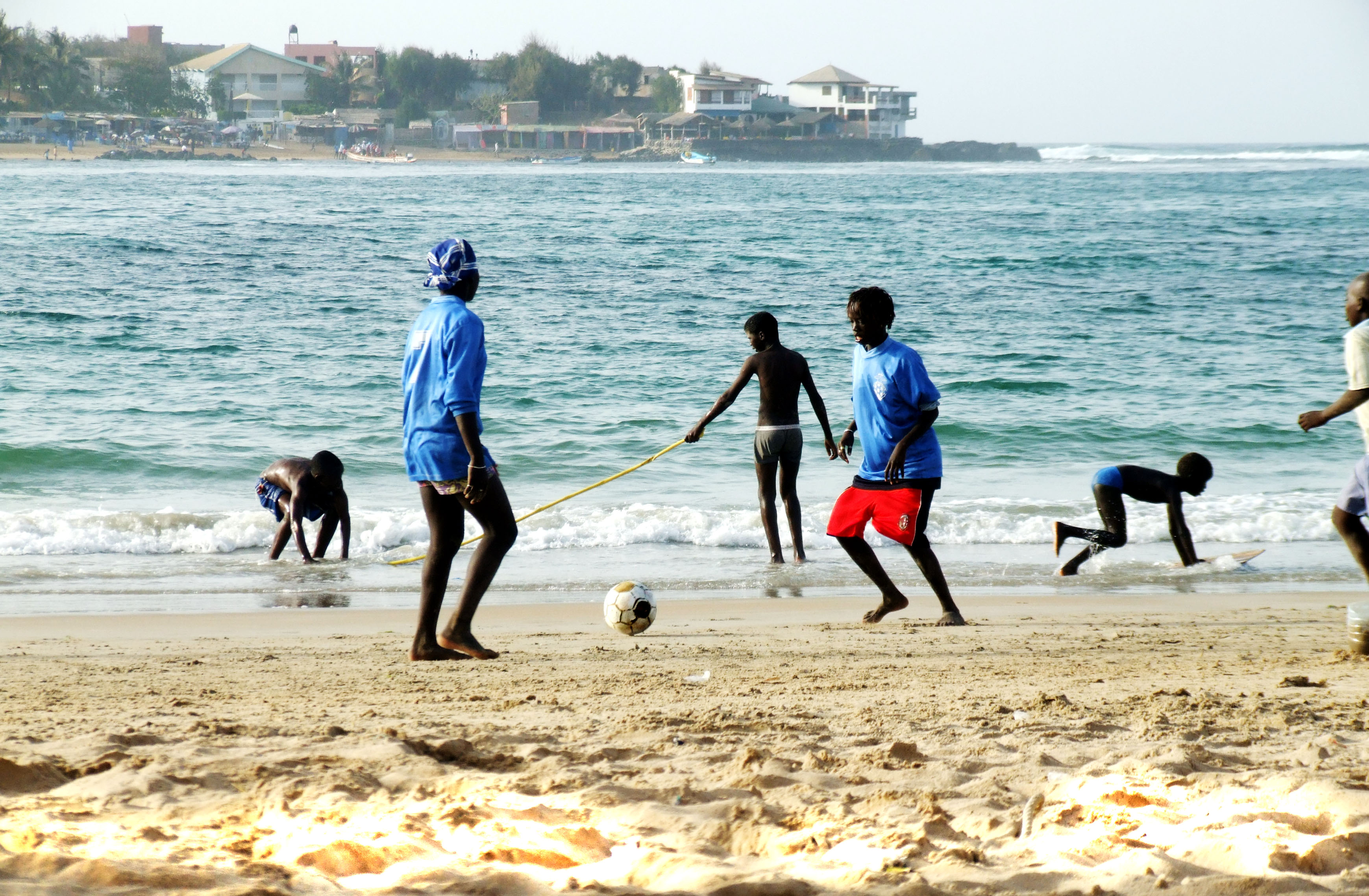
Futbolistas en la playa de Ngor.

Los derechos de las mujeres en Senegal están marcados por el peso de las tradiciones y religiones aunque las mujeres han estado presentes a lo largo de la historia en el espacio público. Entre los ejemplos más conocidos en el siglo XIX, durante el período colonial, está la reina Ndaté Yalla -última reina Waloo- quien jugó un papel importante oponiéndose a las fuerzas conlonizadoras.  
La costumbres y tradiciones locales condicionan el estatus social de la mujer. Su tasa de analfabetismo es alta y representan menos del 10 %  de la fuerza laboral formal. La mutilación genital femenina es una práctica persistente en algunas zonas rurales, aunque fue prohibida por la constitución de 2001. 
Los derechos legales de las mujeres siguen debilitados por los matrimonios poligínicos y la ley islámica sobre la propiedad. Sin embargo, las nuevas leyes a favor de la emancipación de las mujeres abren la puerta a las responsabilidades políticas, al acceso a puestos de poder y a manifestarse en el medio cultural, económico y social. Hay mujeres agricultoras, empresarias, médicas. En 2016, un tercio de los ministerios estaban ocupados por mujeres y 47 %  de los escaños del parlamento estaban ocupados por mujeres.

## Historia
La historia de Senegal recuerda el nombre de algunas mujeres nobles con influencia en el terreno político. 
Fue la reina de Waalo quien abrió la confrontación con el francés Faidherbe; y fue también una mujer, la reina Ndaté Yalla Mbodj, quien dirigió la primera fuerza de resistencia que los colonizadores tuvieron que enfrentar en 1855. Por otro lado, Aline Sitoë Diatta, profetisa de Casamance, terminó con la confrontación en el Sur al ser la última opositora nacional y fue finalmente deportada por el poder colonial en 1943 a Tombuctú, en Mali.
Esto se debe en parte a que el matrilinaje era la forma en que un príncipe se convertía en rey (especialmente en los reinos wolof). Yacine Boubou, Ndaté Yalla y su hermana Ndieumbeutt Mbodj son inspiraciones para las mujeres senegalesas contemporáneas.
Según la división tradicional del trabajo en Senegal, las mujeres son responsables de las tareas del hogar, como cocinar, limpiar y cuidar a los niños. También son responsables de gran parte del trabajo agrícola, incluido el deshierbe y la cosecha de cultivos comunes como el arroz. 
En las últimas décadas, los cambios económicos y la urbanización han llevado a muchos hombres jóvenes a migrar a las ciudades, como Dakar, por lo que las mujeres rurales participan cada vez más en la gestión de los recursos forestales de las aldeas y en el funcionamiento de los molinos de mijo y arroz. La agencia de desarrollo rural del gobierno tiene como objetivo organizar a las mujeres de las aldeas e involucrarlas más en el proceso de desarrollo. Las mujeres desempeñan un papel en los comités de salud de las aldeas y en los programas prenatales y posnatales. En las áreas urbanas, a pesar del estatus de la mujer en el Islam, el cambio cultural les permitió incorporarse al mercado laboral como empleadas administrativas y comerciales, trabajadoras domésticas y trabajadoras no calificadas en fábricas textiles y enlatadoras de atún
Las ONGs también participan activamente en la promoción de las oportunidades económicas de la mujer. Los microcréditos concedidos a empresas de mujeres han mejorado la situación económica de muchas mujeres.
En Senegal, las mujeres enfrentan disparidades en su estatus social. Representan menos de 10% de la fuerza de trabajo formal y su tasa de analfabetismo es alta. La mutilación genital femenina es una práctica que todavía persiste en algunas zonas rurales, aunque está prohibida por la constitución desde 2001.
Entre las mujeres que han destacado en los últimos años se encuentran la escritora y periodista Annette Mbaye d'Erneville, pionera de los medios de comunicación en Senegal; Fatou Sow, socióloga feminista e investigadora sobre cuestiones de género en África y Bineta Diop, fundadora y presidenta de la asociación Femmes Africa Solidarité considerada en 2011 por la revista Time entre las 100 personas más influyentes del mundo.

## Poligamia
La poligamia existía en Senegal antes de la llegada del Islam, pero es esta religión la que la codifica y la inscribe en el marco de organización social. La socióloga Fatou Sow explica: « Eran necesarias manos para cultivar la tierra y llenar el granero. 
En las décadas de 1960 y 1970, la primera generación de senegaleses educados luchó por la abolición de la poligamia . En 1972, el presidente Léopold Sédar Senghor, casado con una francesa, incluyó la monogamia como opción en el Código de la Familia. Este código establece que durante el primer matrimonio y de acuerdo con su futura esposa, el hombre debe confirmar ante el alcalde si formarán una pareja monógama o si pueden unirse otras esposas.
En 2013, 35,2 %  de los hogares senegaleses se declaró polígamo, frente al 38,1 %  en 2002. Si la práctica decrece a nivel nacional, es reivindicada por una nueva generación, en particular intelectual (en contraposición a la idea preconcebida de que quedaría reservada para las zonas rurales). La poligamia sigue siendo una fuente de sufrimiento para muchas mujeres senegalesas y sus hijos porque el marido puede jugar con las rivalidades entre las esposas. Al respecto, Fatou Sow señala: « Sin trabajo, los jóvenes educados ya no tienen los medios para formar una familia. Las mujeres de su edad que han sido educadas durante mucho tiempo, por lo tanto, se casan con hombres mucho mayores pero con una buena situación económica y, con frecuencia casados. La presión social en torno al matrimonio obliga a las mujeres a elegir la poligamia por despecho muy a menudo» « Hoy, en las zonas urbanas, asistimos a una forma de explotación de la mujer. Para seguir casadas, algunas están dispuestas a todo, aunque signifique invertir los papeles siendo ellas quienes mantienen a su marido. Estas rivalidades agotan a las mujeres, desvían sus energías y les impiden ocupar su lugar en la sociedad. ».
En general, para las mujeres dependientes, el matrimonio suele ser la única forma de disponer de recursos económicos. El marido tiene la obligación de asegurar los gastos importantes del hogar, vivienda, educación y salud. El divorcio o la viudez es en la mayoría de los casos sinónimo de nuevo matrimonio y unión polígama.

## Mutilación Genital Femenina (MGF)
La mutilación genital femenina está presente en Senegal. Según una encuesta realizada en 2005, la tasa de prevalencia de la mutilación genital femenina se sitúa en el 28%  de todas las mujeres senegalesas de 15 a 49 años. Hay diferencias significativas en la prevalencia regional. La MGF es más frecuente en el sur de Senegal (94% en la región de Kolda ) y en el noreste de Senegal (93 % en la región de Matam ).
Las tasas de MGF son más bajas en otras regiones: Tambacounda (86 %), Ziguinchor (69 %) y menos de 5 % en las regiones de Diourbel y Louga. La población de Senegal es musulmana en un 94 % (la mutilación genital femenina no es una práctica islámica). La tasa de prevalencia de la mutilación genital femenina varía según la religión: 29 % de mujeres musulmanas han sufrido MGF, 16 % de animistas y 11% de mujeres cristianas.

## Matrimonio infantil
Según datos de la organización internacional especializada en la prevención de esta prácgtica Girls not Brides señaladas en 2023:
- El 31 % de las niñas en Senegal se casa antes de cumplir los 18 años y el 9 % se casa antes de los 15 años.

- El 1% de los niños senegaleses se casan antes de los 18 años.

- Las edades medianas más bajas para contraer matrimonio se registran en las regiones de Kédougou, Kolda, Tambacounda y Kaffrine.

- Las tasas más altas de matrimonio infantil se encuentran en la parte sureste de Senegal en Tambacounda (57 %), Kaffrine (59 %), Kolda (68 %) y Kédougou (72 %).

En 2017 la activista Diakhoumba Gassama denunció que se mantiene en Senegal una práctica generalizada, además de la ley discriminatoria en Senegal que establece la edad de consentimiento para el matrimonio de las niñas en 16 años frente a los 18 años para los niños además de tener excepciones para menores de 16 años. «No sorprende que en 2017, en un país de 14 millones de personas, la tasa de prevalencia de esta práctica nociva bien documentada sea muy alta, desde el 33 % a nivel nacional hasta el 68 % en la región sur de Kolda, de donde soy.» señaló Gassama denunciando que fue censurada en la televisión por utilizar la palabra pedofilia para denunciar el matrimonio infantil.
En enero de 2020 se promulgó la ley n°2020-05 que criminaliza la violación y la pedofilia. La nueva ley establece que los autores de violación y de actos pedófilos sea juzgados por la cámara criminal y pueden ser castigados con cadena perpétua.

## Anticoncepción
En Senegal, la oferta de anticonceptivos comenzó en la década de 1960 por iniciativa de ONGs que promueven la planificación familiar . La oferta anticonceptiva comenzó fuera de las grandes estructuras públicas y fue en 1970, en la clínica privada de la Cruz Azul, cuando se ofreció por primera vez tecnología anticonceptiva a las mujeres senegalesas. El país carece de medios económicos y anticonceptivos. En 2012, 12%  de las mujeres senegalesas tomaba anticonceptivos y 22 %  en 2014, siendo el objetivo llegar al 40% en 2020. En comparación, en África Occidental, la tasa se estanca en 8 y 10 %.

## Aborto
En Senegal, como en una veintena de países africanos el aborto está prohibido, incluso en caso de peligro para la vida del feto, violación o incesto. La única excepción se refiere al peligro de la vida de la madre, pero bajo ciertas condiciones (acuerdo médico y certificado médico pagado). Esta prohibición está en el origen de los abortos clandestinos, incluso del infanticidio. Aunque las autoridades senegalesas ratificaron el Protocolo de Maputo en 2004 para permitir cambios legislativos en los casos graves mencionados anteriormente, en 2022 aún no se había aprobado ninguna ley, en particular debido a la influencia de las corrientes religiosas musulmanas y cristianas conservadoras.

## Mujeres y política
Las mujeres han estado presentes desde hace años en el espacio público. Ya en la década de 1800 durante el período colonial, la reina Ndaté Yalla, reina de Waalo, en la actualidad una región histórica de Senegal, jugó un importante papel a nivel de jefatura de Estado. Durante su reinado se enfrentó con dureza a los europeos y los moros.
Aline Sitoé Diatta, también llamada la «La dama de Kabrousse”, nacida en 1920 en Kabrousse, en el sur de Senegal, y fallecida en 1944 en Tombuctú, en Malí, es una heroína de la resistencia senegalesa y particularmente de la región de Casamance contra la colonización francesa.
Mame Madior Boye asumió el puesto de primera ministra del 3 de marzo de 2001 al 4 de noviembre de 2002 siendo la primera mujer en asumir este puesto.  Le siguió Aminata Touré primera ministra de 2013 a 2014.

### Ley de paridad
El 28 de mayo de 2010, se aprobó la Ley sobre Paridad Absoluta entre Hombres y Mujeres, de aplicación en todas las instituciones total o parcialmente electivas. La Ley fue sometida a una revisión judicial cuando la sala administrativa del Tribunal Supremo ordenó, en su Fallo núm. 2, de 8 de enero de 2015, repetir la elección de la mesa del ayuntamiento de Kaolack por no haber respetado los criterios de paridad a partir del segundo vicealcalde de la localidad.
Como resultado, Senegal ha visto duplicar la proporción de mujeres elegidas en la asamblea. El 1 de julio de 2012 resultaron elegidas 64 mujeres de 150 escaños, es decir, ocuparon el 42,7 %, lo que situó a Senegal en el sexto lugar del mundo, después de Ruanda (63,4 %), Andorra (50 %), Cuba (48,9 %), Suecia (44,7 %) y las Seychelles (43,8 %). Algunas han asumido cargos como ministras de estado.
Tras las elecciones de julio de 2022 la proporción de mujeres elegidas para la Asamblea Nacional fue del 44 %, es decir 73 sobre un total de 175 diputados, dos más que en las anteriores elecciones, situando a Senegal en el cuarto puesto en África y en el 18 puesto a nivel mundial.

## Mujeres y literatura
Durante la década de 1970, escritoras senegalesas como Mariama Bâ con Une si longue lettres y Aminata Sow Fall con Le revenant se revelaron en el mundo literario. Abrieron la puerta a otras novelistas como Nafissatou Diallo, Sokhna Benga, Ken Bugul, Fatou Diome y Nafissatou Dia Diouf entre otras.

## Legislación
Senegal firmó en 1980 y ratificó en 1985 la Convención sobre la eliminación de todas las formas de discriminación contra la mujer y su protocolo adicional, como parte del deseo del Estado de mejorar el trato a la mujer.
Senegal también es signatario de la Carta Africana de Derechos Humanos y de los Pueblos, adoptada en la cumbre de la Unión Africana en 2003. Sin embargo, las feministas senegalesas han criticado la falta de acción del gobierno en la aplicación de los protocolos, convenios y otros textos que se han firmado para proteger los derechos de las mujeres.
En 2010 se aprobó una ley de paridad entre mujeres y hombres en la Asamblea Nacional. En 2011 se creó el Observatorio Nacional de la Paridad, adscrito a la presidencia y encargado de monitorear la evolución de la paridad en la política.
En enero de 2020 se promulgó la ley n.° 2020-05 que criminaliza la violación y la pedofilia, votada por unanimidad en la Asamblea nacional. Hasta el momento la violación era tratada como simple delito con una pena de cinco a diez años de prisión. La nueva ley establece que los autores de violación y de actos pedófilos sea juzgados por la cámara criminal y pueden ser castigados con cadena perpétua.

## Museo
El Museo de la Mujer Henriette-Bathily, ubicado de 1994 a 2014 en la isla de Gorée y desde 2015 en Dakar, está dedicado al lugar y al papel de la mujer en la sociedad senegalesa.

## Personalidades
Cineastas
- Laurence Attali
- Angèle Diabang Brener
- Safi Faye
- Dyana Gaye
- Khady Sylla
- Aïcha Thiam
- Sokhna Amar

Cantantes
- Fambaye Issa Diop
- Adja Mbana Diop
- Adja Khar Mbaye
- Coumba Gawlo Seck
- Viviane Chidid
- Diabou Samb
- Kine Lam
- Daro Mbaye
- Ndeye Mbaye

Coreógrafas
- Germaine Acogny

Diseñadoras
- Joelle le Bussy fal

Economistas
- Mariama Sylla

En la educación
- Binta Sidibe Mbacke, primera subinspectora de educación, primera directora senegalesa de la escuela normal de niñas Germaine Le Goff .

Figuras religiosas
- Mame Astou Diankha
- Mame Diarra Bousso

Mujeres de letras
- Mariama Bâ
- Ndèye Coumba Diakhaté
- Sokhna Benga
- Jacqueline Fatima Bocoum
- Ken Bugul
- Aïssatou Cissé
- Fama Diagne Sène
- Nafissatou Niang Diallo
- Aïssatou Diamanka-Besland
- Mame Younousse Dieng
- Fatou Diome
- Khadi Fall
- Khadi Hane
- Aminata Maïga Ka
- Annette Mbaye d'Erneville
- Mariam Selly Kane
- Aminata Sow Fall
- Fatou Ndiaye Sow
- Mariama Ndoye
- Mame Seck Mbacké
- Khady Sylla
- Abibatou Traoré
- Rahmatou Seck Samb
- Nafissatou Dia Diouf
- Mariama Barry
- Awa Thiam
- Tita Mandeleau

Políticas
- Ndoumbe Ndiaye
- Thioumbe Samb
- Mame Yacine Diagne
- Aline Sitoé Diatta
- Arame Diène
- Caroline Faye Diop, première femme députée et ministre
- Anne Marie Sohai
- Lena Diagne
- Awa Dia Thiam
- Mame Madior Boye
- Maïmouna Kane
- Marie-Angélique Savané
- Awa Marie Coll Seck
- Aminata Tall
- Ndaté Yalla
- Aminata Mbengue Ndiaye
- Penda Mbow
- Safiatou Thiam
- Aïda Mbodj
- Ndeye Fatou Ba
- Gnagna Thouré
- Zahra Iyane Thiam

Científicas
- Awa Marie Coll Seck
- Rose Dieng-Kuntz
- Penda Mbow
- Safiatou Thiam

Deportistas
- Selección femenina de baloncesto de Senegal
- Kene Ndoye ,
- Amy Mbacke Thiam

- Oumou-Sy
- Koukou Kane
- Cerda Ardo pegada
- Adama Ndiaye
- Diouma Dieng Diakhate
- Nafissatou Diop

## Filmografía
- Traumatisme de la femme face à la polygamie (Ousmane Sembène, 1969)
- Moolaadé (Ousmane Sembène, 2004)
- Mon beau sourire (Angèle Diabang Brener, 2005)
- Sénégalaises et islam (Angèle Diabang Brener, (2007)